# Capsala ovalis
Capsala ovalis är en plattmaskart. Capsala ovalis ingår i släktet Capsala och familjen Capsalidae. Inga underarter finns listade i Catalogue of Life.